# Skåre BK
Der Skåre Bollklubb ist ein 1935 gegründeter schwedischer Eishockeyklub aus Karlstad. Die erste Mannschaft spielte zuletzt in der Division 3, der fünften Spielklasse im schwedischen Spielbetrieb. Zur Saison 2014/15 ging der Verein vollständig in der Färjestad BK über.

## Geschichte
Der Verein wurde 1935 unter dem Namen Skåre Bollklubb gegründet und war zunächst ein Fußballverein. In den 1950er Jahren wuchs das Interesse an Eishockey, so dass eine Abteilung für diese Sportart aufgebaut wurde. Damals begann der Verein den Spielbetrieb in der Division 4, einer regionalen Spielklasse. 1967 stieg der Verein in die Division 3 auf. Anfang der 1990er Jahre schaffte der Verein den Aufstieg in die drittklassige Division 2. 1999 erreichte die Mannschaft den größten Erfolg der Vereinsgeschichte, als die erste Mannschaft in die Division 1 aufstieg. In dieser Spielklasse konnte sich der Verein in der Folge etablieren.
Neben der Herrenmannschaft konzentrierte sich der Verein traditionell vor allem auf die Nachwuchsarbeit. Dabei begann mit dem Umzug des Vereins 2001 in die Löfbergs Lila Arena eine Zusammenarbeit mit dem Färjestad BK, die über die Jahre intensiviert wurde. Dabei betrieb der Skåre BK jeweils Junioren-Mannschaften um U18- und U20-Bereich. Die besten Spieler dieser Teams wurden später beim Färjestad BK eingesetzt und setzten dort ihre Karriere fort, während die restlichen Spieler beim Skåre BK verblieben und die Herrenmannschaft bildeten. Dadurch war diese meist das Team mit dem geringsten Altersdurchschnitt der Division 1. Vor der Saison 2011/12 entschied der Färjestad BK, selbst eine J20-SuperElit-Mannschaft zu gründen, so dass dem Skåre BK die Spieler ausgingen. Daher zog sich der Verein aus der Division 1 in die Division 3 zurück. 
2012 wurde der Spielbetrieb der Herrenmannschaft aus finanziellen Gründen eingestellt. In der Folge betrieb der Verein weiter Nachwuchsarbeit und unterhielt eine Frauenmannschaft. Zunächst gab es Pläne, den Skåre BK mit ein bis zwei Eishockeyvereinen der Region zu fusionieren, um weiter konkurrenzfähig zu sein. Da diese Pläne scheiterten, ging der Skåre BK zur Saison 2014/15 vollständig im Färjestad BK auf. Damit betreibt letzterer nun zum ersten Mal in der Geschichte eine Frauenmannschaft.

## Spielstätte
Das Heimstadion des Skåre BK war die Löfbergs Lila Arena mit über 8.000 Sitzplätzen, die dem Färjestad BK gehört. Daneben nutzte der Verein – vor allem im Nachwuchsbereich – die kleinere Kobbs Arena. Die Heimspiele der Herrenmannschaft in der Division 1 besuchten durchschnittlich 150 zahlende Zuschauer.

## Bekannte ehemalige Spieler
- Jonas Brodin
- Anton Grundel
- Johan Gustafsson
- Marcus Johansson
- Oscar Klefbom
- Magnus Nygren
- Robin Sterner
- Christian Swärd
- Erik Thorell